# Prima medalie a lui Alfonso al V-lea al Aragonului

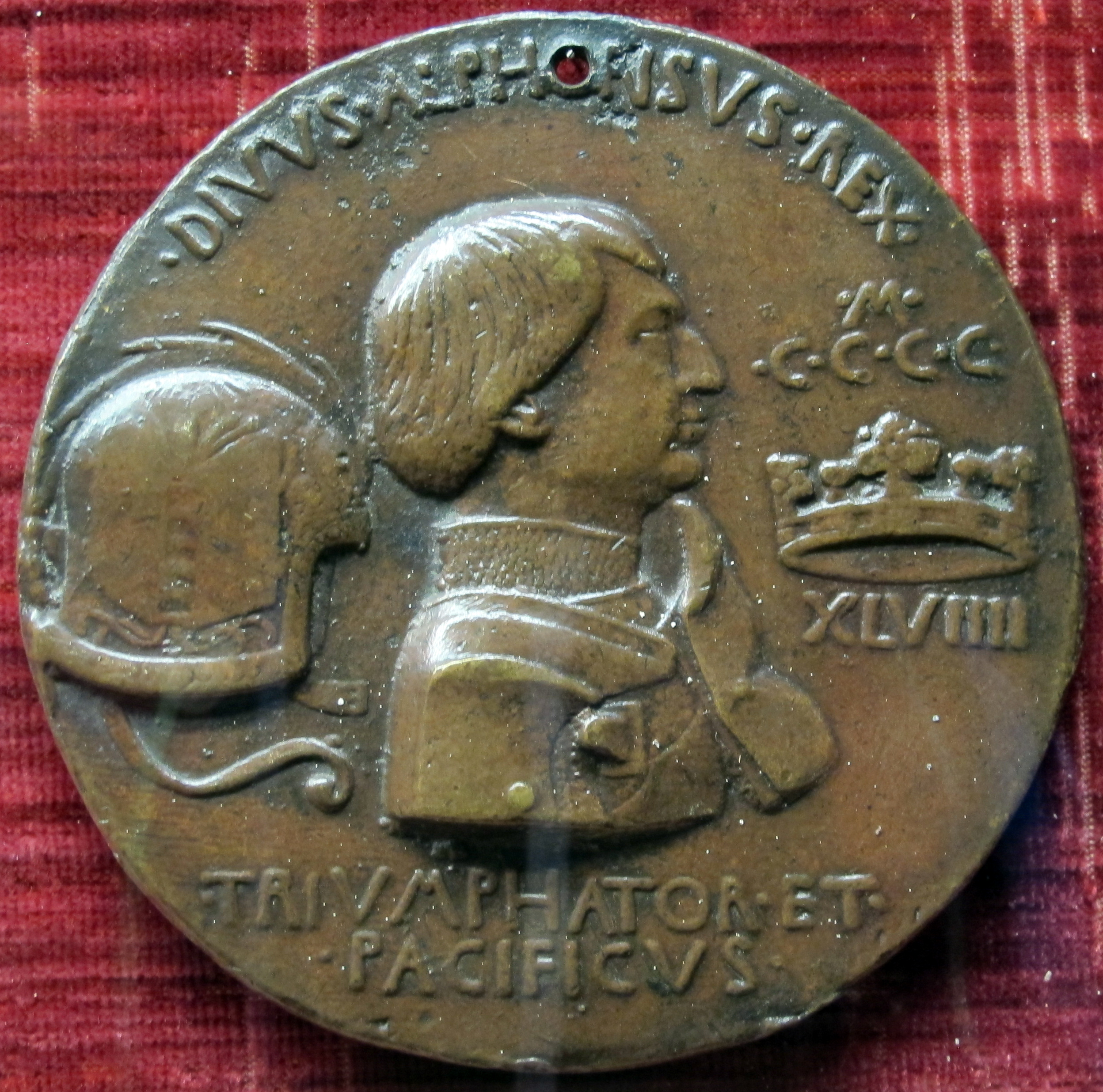
Prima medalie a lui Alfonso al V-lea al Aragonului, avers

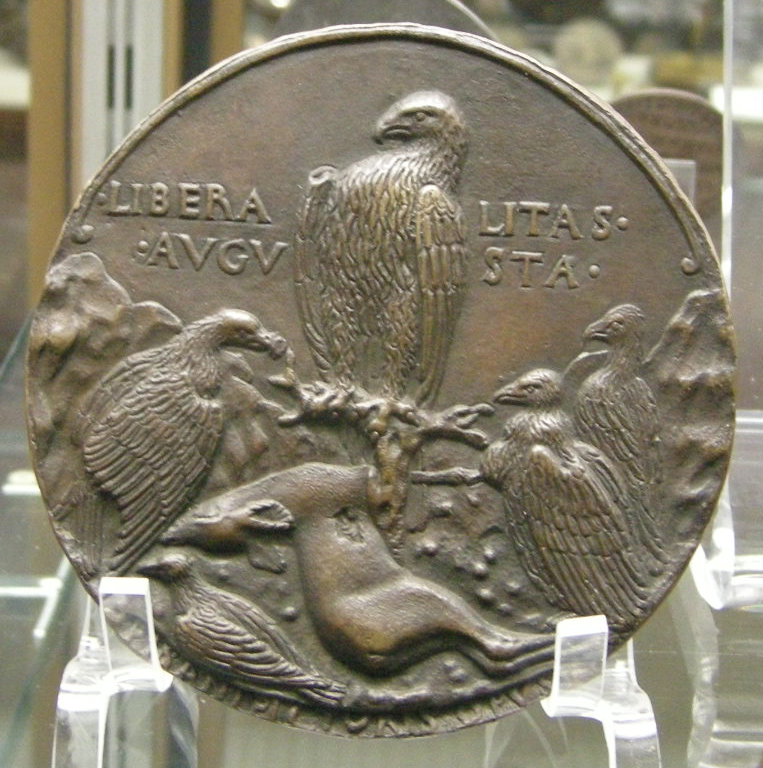
Prima medalie a lui Alfonso al V-lea al Aragonului, revers

Prima medalie a lui Alfonso al V-lea al Aragonului, cunoscut și sub numele de Alfonso cel Mărinimos, a fost realizată din bronz (potrivit altor izvoare, a fost realizată din argint) de către artistul italian Pisanello, în 1449 și are diametrul de 11 cm.

## Istorie
După ce a creat celebra medalie a lui Ioan al VIII-lea Paleologul (1438), restabilind tradiția așezării unor efigii ale unor persoane în viață, ca și pe monedele romane, Pisanello a fost foarte solicitat de către curțile italiene, creând vreo douăzeci de medalii.
Pisanello a plecat la Neapole în 1449, după cum reiese din milesimul primei medalii a lui Alfonso al V-lea, precum și dintr-un document datat la 14 februarie, în care sunt notate onoruri speciale acordate în cinstea artistului. Pentru Alfonso al V-lea, Pisanello a creat cel puțin trei medalii; tot aici, a creat o medalie pentru un consilier al lui Alfonso, Inigo d'Avalos. Din aceeași perioadă, au rămas modele pentru alte medalii, precum și o pereche de portrete ale monarhului (peniță pe hârtie), care acum sunt păstrate la Muzeul Luvru din Paris, cu numerele de inventar 2306 și 2481.

## Descriere
Lucrarea a fost creată cu intenția clară de celebrare, în mod cinstit fără retorică gratuită, fiind capabilă să sublinieze autoritatea persoanei reprezentate, cu o utilizare restrânsă a elementelor decorative.
Pe aversul medaliei este gravată efigia suveranului, bust spre dreapta, îmbrăcat cu armură, plasată între coiful de protecție și coroană. Deasupra și sub coroană este gravat milesimul MCCCCXVVIIII (1449). Deasupra, circular, pe marginea medaliei, citim inscripția în limba latină DIVVS ALPHONSVS REX, adică „Divinul Rege Alfonso”, iar jos, pe două rânduri orizontale, TRIVMPHATOR ET PACIFICVS, adică, „triumfător și pacific”.
Pe revers vedem un vultur cocoțat, cu mândrie, pe o ramură, dominând un cerb ucis, între stânci, înconjurat de patru acvile (sau vulturi). Ca de obicei, la Pisanello, reprezentarea naturalistă a animalelor este foarte realistă, rezultat al unor ample studii din viață. Pe fiecare parte a vulturului citim, în latină, LIBERALITAS / AVGVSTA (în română, „Generozitate augustă”), o trimitere la donațiile făcute oamenilor de împărați romani, și care precizează sensul simbolic al vulturului, rege al cerului, care dă copiilor săi prada, iar în partea de jos, cu litere mai mici de-a lungul marginii, citim semnătura artistului: PISANI PICTORIS OPVS (în română, „Operă a pictorului Pisan[ell]o”).

## Alte articole
- Pisanello
- A doua medalie a lui Alfonso al V-lea al Aragonului
- A treia medalie a lui Alfonso al V-lea al Aragonului